# ベンジャミン・デイヴィス・シニア
ベンジャミン・オリヴァー・デイヴィス・シニア（Benjamin Oliver Davis, Sr., 1877年7月1日 - 1970年11月26日）は、アメリカ合衆国の軍人。アメリカ陸軍における最初の黒人将官である。最終階級は准将。息子ベンジャミン・デイヴィス・ジュニアはアメリカ空軍の将校になり、のちに空軍における最初のアフリカ系将官となった。

## 入隊まで
ベンジャミン・デイヴィスはワシントンD.C.にて、父ルイス・P・H・デイヴィス（Louis P. H. Davis）と母ヘンリエッタ・デイヴィス（Henrietta Davis）の第3子として生を受けた。生年は1877年あるいは1880年とされる。伝記作家マービン・フレッチャー（Marvin Fletcher）は、1880年6月の国勢調査記録を根拠に、彼の生年月を1880年5月としている。一方、アーリントン国立墓地にあるデイヴィスの墓には、陸軍側の記録に従った1877年7月1日という生年月日が刻まれている。フレッチャーはこれについて、デイヴィス自身が両親の許可無く陸軍入隊を果たす為に年齢を誤魔化したのだろうとしている。
デイヴィスはMストリート・ハイスクールに入学し、校内の士官候補生プログラムに参加した。高学年になってからはハワード大学での講義も受講している。当時、父は内務省の連絡員として、母は看護婦として働いていた。両親ともデイヴィスに大学進学を薦めていたが、彼はこれに反抗して軍人の道を選ぶことになる。

## 初期の軍歴
デイヴィスが高校を卒業した直後の1898年4月、米西戦争が勃発する。これを受けてデイヴィスは同年7月13日に陸軍へ入隊し、黒人部隊である第8義勇歩兵連隊（8th United States Volunteer Infantry）に臨時中尉として配属された。同年10月から連隊はジョージア州チカマウガ・パークに駐屯し、1899年3月に解散した。以後、終戦までデイヴィスはワシントンD.C.州兵第1独立大隊D中隊に勤務した。
1899年3月6日の一時除隊を経て同年6月18日に兵卒として再入隊すると、常備軍の第9騎兵連隊I中隊に配属された。第9騎兵連隊は、いわゆるバッファロー・ソルジャーの連隊の1つである。駐屯地はユタ州のフォート・ドゥーシェインだった。当初、デイヴィスは中隊付の事務官として勤務していたが、1900年には昇進に伴い中隊付曹長に任命されている。同年末、当時の米軍で唯一の黒人将校であったチャールズ・ヤング中尉がI中隊長に着任した。ヤングはデイヴィスの野心を見込み、彼にも将校を志願するようにと薦めた。デイヴィスの陸軍士官学校入校に向けた個別指導もヤングが行い、とりわけヤング自身が入校時に最も苦労した数学の指導に力を入れていたという。1901年初頭、デイヴィスはフォート・レブンワースにて試験に合格し、数学では最高点を獲得している。1901年2月2日、デイヴィスは少尉に任官した。
米比戦争最中の1901年春、I中隊はフィリピン戦線へと派遣された。同年8月、デイヴィス少尉は第10騎兵連隊F中隊に配属される。1902年8月、F中隊はアメリカ本土に帰還する。その後、デイヴィスはワイオミング州フォート・ワシャキーにてM中隊に数ヶ月間勤務している。1905年9月、オハイオ州ウィルバーフォース大学に軍事科学・戦術の教授として出向し、4年間務めた。
1909年11月から第9騎兵連隊連隊本部にしばらく務めた後、デイヴィスはリベリアに派遣されることになる。1910年4月にアメリカを出発し、以後1911年10月まで駐在武官としてリベリア軍の情報を収集した。1911年11月に帰国し、1912年1月からはワイオミング州フォート・D・A・ラッセルに駐屯する第9騎兵連隊I中隊に配属された。1913年、第9騎兵連隊はアメリカ＝メキシコ国境の警備任務に参加する。
1915年2月からは再びウィルバーフォース大学に出向する。1917年から1920年まで、デイヴィスは第9騎兵連隊の一員としてフィリピンのフォート・ストッツェンバーグに駐屯する。この間に兵站士官、第3中隊長、第1中隊長などを務めた。この勤務に際して一時的に中佐の階級が与えられたが、1920年3月には帰国に合わせて大尉となっている。
1920年から1924年、アラバマ州タスキーギ大学に軍事科学・戦術の教授として出向する。その後、オハイオ州クリーブランドに駐屯するオハイオ州兵第372連隊第2大隊に教官として派遣され5年間務める。1929年9月には再びウィルバーフォース大学に出向し、1931年初頭からはタスキーギ大学に6年間務めた。1930年夏から1933年、デイヴィスは第一次世界大戦戦没者遺族団によるヨーロッパ墓地訪問のエスコートを担当した。
1937年8月、ウィルバーフォース大学の教授勤務に戻る。1938年夏にはニューヨーク州兵第369歩兵連隊に配属され、短期間ながら連隊長を務めている。1940年10月25日、デイヴィスは准将に昇進した。これにより、彼はアメリカ陸軍における最初の黒人将官となった。

## 第二次世界大戦

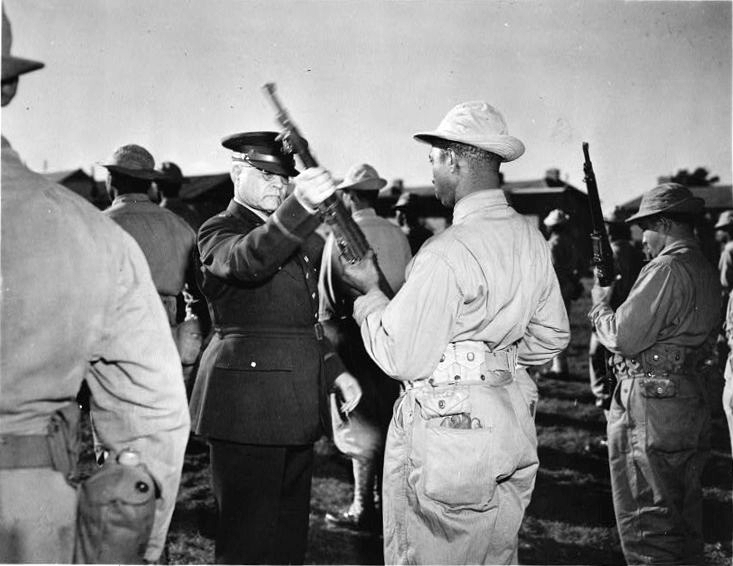
黒人兵の視察を行うデイヴィス（1942年頃）

1941年1月、デイヴィスはカンザス州フォート・ライリーに駐屯する第3騎兵師団第4旅団の旅団長に任命される。この6ヶ月後、ワシントンD.C.の監察総監部（Office of Inspector General）に移る。また、監察総監部では黒人部隊運用方針諮問委員会（Advisory Committee on Negro Troop Policies）に名を連ねていた。1941年から1944年にかけて、デイヴィスは各地で黒人兵の従軍状況を視察した。1942年9月から11月までと1944年7月から11月までの2度、デイヴィスはヨーロッパ戦線にて黒人兵の視察を行っている。
1944年11月10日、デイヴィスはヨーロッパ戦線兵站部司令官ジョン・C・H・リー中将の元に配属される。1945年1月から5月まではヨーロッパ戦線監察部に勤務。ヨーロッパ戦線に勤務する間、デイヴィスは交代戦力としての人種統合部隊を設置するように働きかけた。

## 戦後
終戦後も1年間ヨーロッパに勤務した後、デイヴィスはワシントンD.C.に戻って監察総監補佐官を務めた。1947年、陸軍長官特別補佐官に任命される。この職にある間の1947年7月、リベリアの独立100周年記念式典にアメリカ代表として派遣された。1948年7月20日にデイヴィスが退役した時、ハリー・S・トルーマン大統領によって式典が催された。
1953年7月から1961年6月まで、アメリカ戦闘記念碑委員会にて委員を務める。1970年11月26日、シカゴのグレートレーク海軍病院（Great Lakes Naval Hospital）にて死去した。遺体はアーリントン国立墓地に埋葬された。
1997年、アメリカ合衆国郵便公社はデイヴィスの肖像を用いた32セントの記念切手を発行した。

## 家族

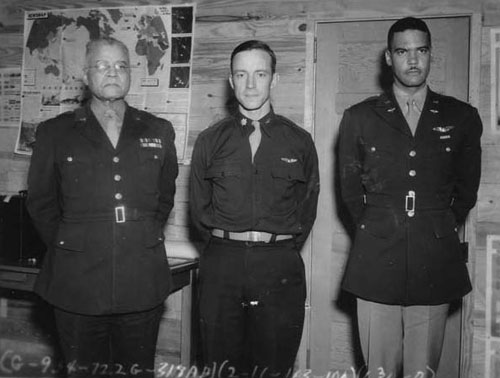
デイヴィス（左）がタスキーギ・エアメンを訪問した際の写真。同飛行隊の白人将校ノエル・パリッシュ（中央）、息子デイヴィス・ジュニア（右）

1902年、デイヴィスはエルノラ・ディッカーソン（Elnora Dickerson）と結婚した。彼らは長年付き合いのあった隣人同士だった。1905年には最初の娘オリーブ・デイヴィス（Olive Davis）が、1912年には最初の息子ベンジャミン・デイヴィス・ジュニアが生まれている。1916年初頭には2人目の娘が生まれたが、出産から数日後には合併症によって母エルノラが死去している。2人目の娘には、母と同じエルノラという名が与えられた。母親がいなかった為、デイヴィスはフィリピン出征に際してワシントンD.C.に暮らす両親を頼り、子供たちを預けていた。1919年、デイヴィスはウィルバーフォース大学の英語教員サラ・"サディー"・オーバートン（Sarah "Sadie" Overton）と再婚した。この婚姻関係は1966年10月25日にサディーが死去するまでの47年間続いた。
息子デイヴィス・ジュニアも陸軍将校となり、第二次世界大戦中にはアフリカ系アメリカ人の航空部隊タスキーギ・エアメンの指揮官を務めた。彼はのちにアメリカ空軍の将校となり、1954年10月の昇進によって空軍における最初の黒人将官となった。

## 受章
デイヴィスはアメリカ軍人として、殊勲章(Distinguished Service Medal)および銅星章を受章している。殊勲章は1945年2月22日付の一般命令10号（General Order 10）にもとづいて授与されており、同命令において授与の理由は「1941年6月から1944年11月にかけて、重大な責任の元で行われた政府への多大なる貢献」とされている。1945年2月11日の授与に際した陸軍省の発表には次のようにある。
1941年6月から1944年11月にかけて、重大な責任の元で行われた政府への多大なる貢献、すなわち、前線部隊の視察、黒人部隊に係る事項に関する陸軍省への特別な助言に捧げる。彼は個々の兵士および部隊に対して行った無数の視察によって様々な構想、情報、賛同的な共感を示した上、陸軍省各部の抱える多くの重要な問題への公平・公正な解決をもたらし、これは以降陸軍省の策定した広い範囲の方針の礎となった。彼の賢明なる助言は兵士の士気および部隊の規律維持に直接貢献し、陸軍省および前線指揮官が個々の兵士の個人的な事柄を理解する為の支えとまった。

For exceptionally meritorious service to the Government in a duty of great responsibility from June, 1941, to November, 1944, as an Inspector of troop units in the field, and as special War Department consultant on matters pertaining to Negro troops. The initiative, intelligence and sympathetic understanding displayed by him in conducting countless investigations concerning individual soldiers, troop units, and components of the War Department brought about a fair and equitable solution to many important problems which have since become the basis of far-reaching War Department policy. His wise advice and counsel have made a direct contribution to the maintenance of soldier morale and troop discipline and has been of material assistance to the War Department and to responsible commanders in the field of understanding personnel matters as they pertain to the individual soldier.
ジョージア州のアトランタ大学からは法学博士（LL.D.）の名誉博士号が贈られた。海外勲章としては、フランスの椰子葉付第二次世界大戦戦功十字章とリベリアのアフリカの星勲章コマンダー級を受章している。